# ZXDSL 852

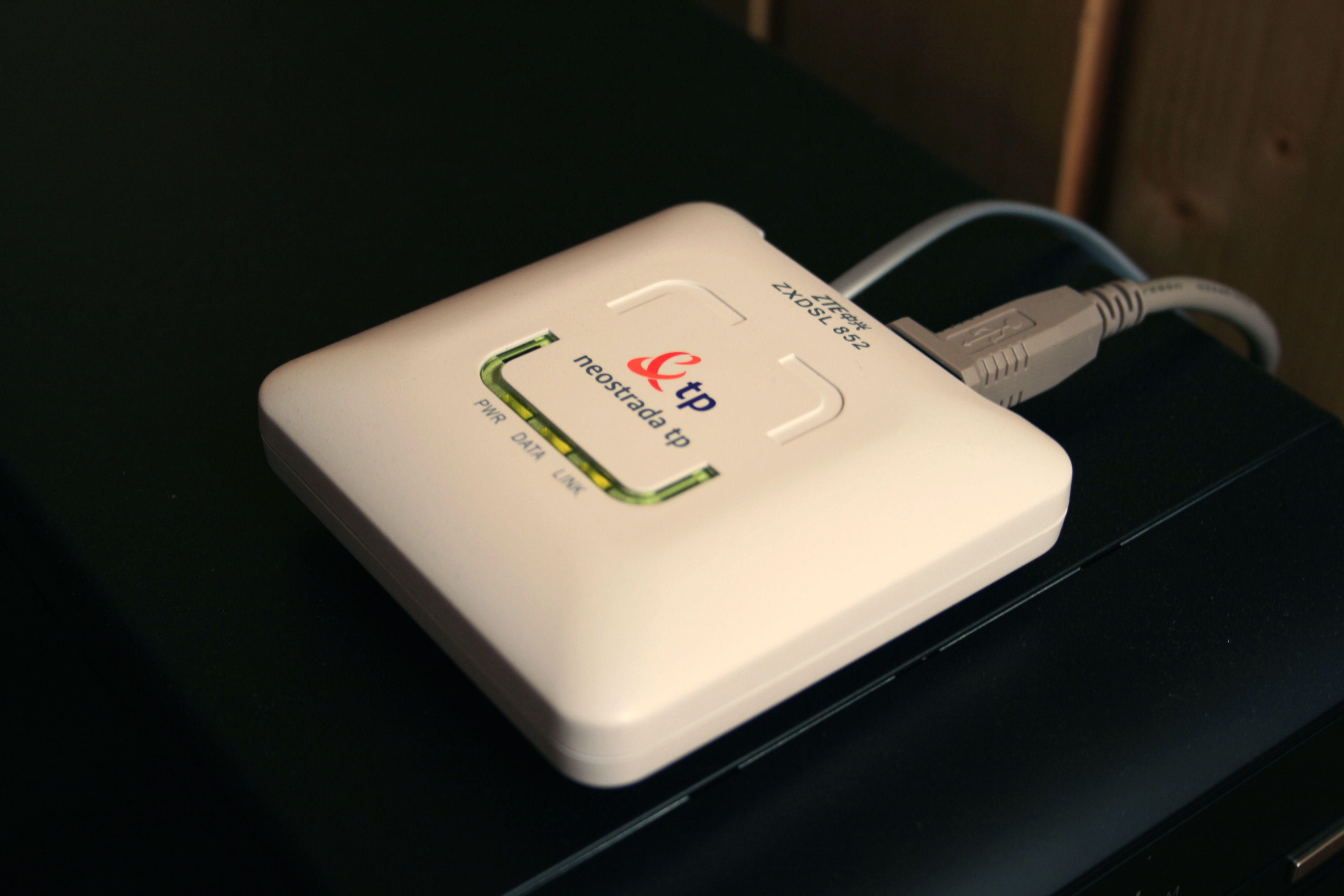
Modem ZTE ZXDSL 852, wersja druga

ZXDSL 852 – modem USB firmy ZTE, typu ADSL, który dołączany był między innymi do usługi Orange Freedom, a także Neostrady.
Dostępny jest w dwóch wersjach: wyposażony w dwie diody (PWR – zasilanie, ADSL – aktywna linia ADSL) na chipsecie Conexant oraz wersja posiadająca trzy diody (PWR – zasilanie USB, DATA – miga gdy dane są przesyłane, oraz LINK – synchronizacja ADSL) na chipsecie unicorn SGS Thomson.